# Carl Johnson
Carl Johnson (CJ) és un personatge fictici a la saga de videojocs Grand Theft Auto i el protagonista de Grand Theft Auto: San Andreas. És originari de Los Santos a l'estat fictici de San Andreas, on va créixer en un dels guetos de la ciutat al costat dels seus tres germans i la seva mare.

## Biografia
Després de la mort del seu germà petit Brian, CJ se sent culpable i deixa l'Estat de San Andreas i se'n va a viure a Liberty City. Allí es guanya la vida en els baixos fons com un vulgar lladregot. Després de cinc anys a la ciutat, CJ rep una trucada de Sean "Sweet" Johnson, el seu germà gran, informant-li que la seva mare acaba de ser assassinada. CJ torna a Los Santos, però és detingut pels membres del C.R.A.S.H, una unitat policial dedicada a la lluita contra els traficants, concretament l'Oficial Tenpenny i l'Oficial Pulaski. Aquests el culpen de l'assassinat d'un policia (que en realitat va ser assassinat per Tenpenny), pel que CJ és obligat a romandre dintre de Los Santos, la seva ciutat natal, per ser sospitós. Hi intenta investigar qui està darrere de la mort de la seva mare, mentre es guanya el respecte de la seva banda pels diners que guanya en diverses missions. En una d'elles coneix César Vialpando, el xicot de la seva germana Kendl, que aviat esdevé el seu amic i punt de contacte per a les curses il·legals.
Mentre famissions extorquit pels del C.R.A.S.H., César li avisa perquè vegi amb els seus propis ulls que Ryder i Big Smoke, companys de banda dels GSF i amics de Carl des de la infància, estan relacionats tant amb Tenpenny com amb els Ballas (la banda rival dels GSF) i amb el Sabre verd que conduïen els assassins de la senyora Johnson. Carl intenta llavors evitar que Sweet caigui en un parany, no obstant això només reïx salvar-li la vida, llavors l'Sweet és ferit i empresonat, i Carl emmordassat i segrestat pel C.R.A.S.H. CJ desperta a Angel Pine, un poble enmig del camp, i després de contactar la seva germana i César, coneix la Catalina. Després d'una sèrie d'atracaments a negocis de la zona, Catalina esdevé la xicota de Carl, fins que el deixa per Claude Speed (que no és altre que el protagonista de GTAIII), a l'una que CJ coneix Wu Zi Mu, líder d'una banda a San Fierro, en una carrera il·legal a les muntanyes. Precisament a San Fierro és on CJ obre un garatge, i després de diverses missions, aconsegueix establir contacte amb la banda que col·labora amb Ryder, Big Smoke i els Ballas en el negoci de les drogues, el Loco Syndicate. Carl assassina d'un a un els seus membres, fins que acaba amb Ryder en una eixelebrada persecució amb llanxa.
Una vegada eliminada la banda, Carl vull venjar-se de Big Smoke; no obstant això, algú misteriós atrau la seva atenció des del desert. Encaminant els seus passos cap allí i donant proves de la seva vàlua, Carl aconsegueix veure qui hi ha després de la misteriosa veu modificada del telèfon: Mike Toreno, que Carl havia cregut assassinar en la seva croada contra el Loco Syndicate. Toreno resulta ser membre d'un servei secret estranger, i li demana ajuda amb diversos assumptes que té pendents, que duran Carl, juntament amb Wu Zi Mu, al casino Four Dragons, a Las Venturas, mentre Toreno mou fils per a alliberar Sweet. Una vegada a Las Venturas, Carl planeja un cop important, es tracta de robar el casino Calígula's Palace (basat al Caesar's Palace de Las Vegas). Quan ho aconsegueix, Salvatore Leone, el seu amo, promet venjar-se. Mentrestant, el C.R.A.S.H. comença a tenir problemes amb el FBI i la DEA, i requereixen Carl per recuperar un informe que els inculpa directament. Una vegada acabat el treball, Tenpenny deixa d'encarregat Pulaski en desfer-se d'Hernández, company de la mateixa unitat reticent a participar en treballs il·legals, i de Carl. No obstant això, en matar a Hernández, Pulaski es distreu i Carl reïx prendre el control de la situació. Després de perseguir-li amb moto, Carl acaba finalment amb la vida de Pulaski. Una mica més tard, un raper molt conegut anomenat Madd Dogg, de qui Carl va robar les rimes, està a la vora del suïcidi. CJ li salva la vida i esdevé el seu mànager. Al mateix temps, Carl compleix les seves últimes missions per a Mike Toreno, que compleix la seva promesa i allibera Sweet de la presó. Carl, juntament amb Sweet, Madd Dogg, César i la Kendl, torna a Grove Street, el seu barri a Los Santos, i comprova que les bandes de la zona n'han aconseguit el control. Carl guanya territoris fins que assalten la casa de Big Smoke, que mor entre raneres. Tenpenny entra en escena i fuig, però Carl i Sweet el persegueixen fins que queda moribund. Carl Johnson aconsegueix prendre el control dels baixos fons de tot Sant Andreas i la seva banda, els GSF, dominen la ciutat de Los Santos.

## Curiositats
- És el primer personatge de la saga Grand Theft Auto que es pot personalitzar completament pel jugador, donant lloc a centenars de personatges diferents, almenys físicament.
- Al principi es va rumorejar que Rockstar havia pensat en el raper 50 cent per doblar CJ, però al final ho va fer Chris Bellard.